# Scrophularia incisa
Scrophularia incisa är en flenörtsväxtart som beskrevs av Johann Anton Weinmann. Scrophularia incisa ingår i släktet flenörter, och familjen flenörtsväxter. Inga underarter finns listade i Catalogue of Life.